# Alexa Wesner

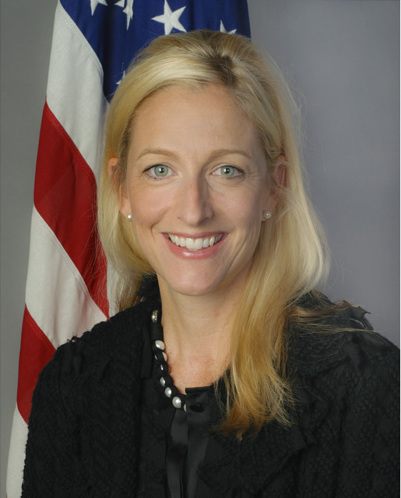
Alexa L. Wesner (2013)

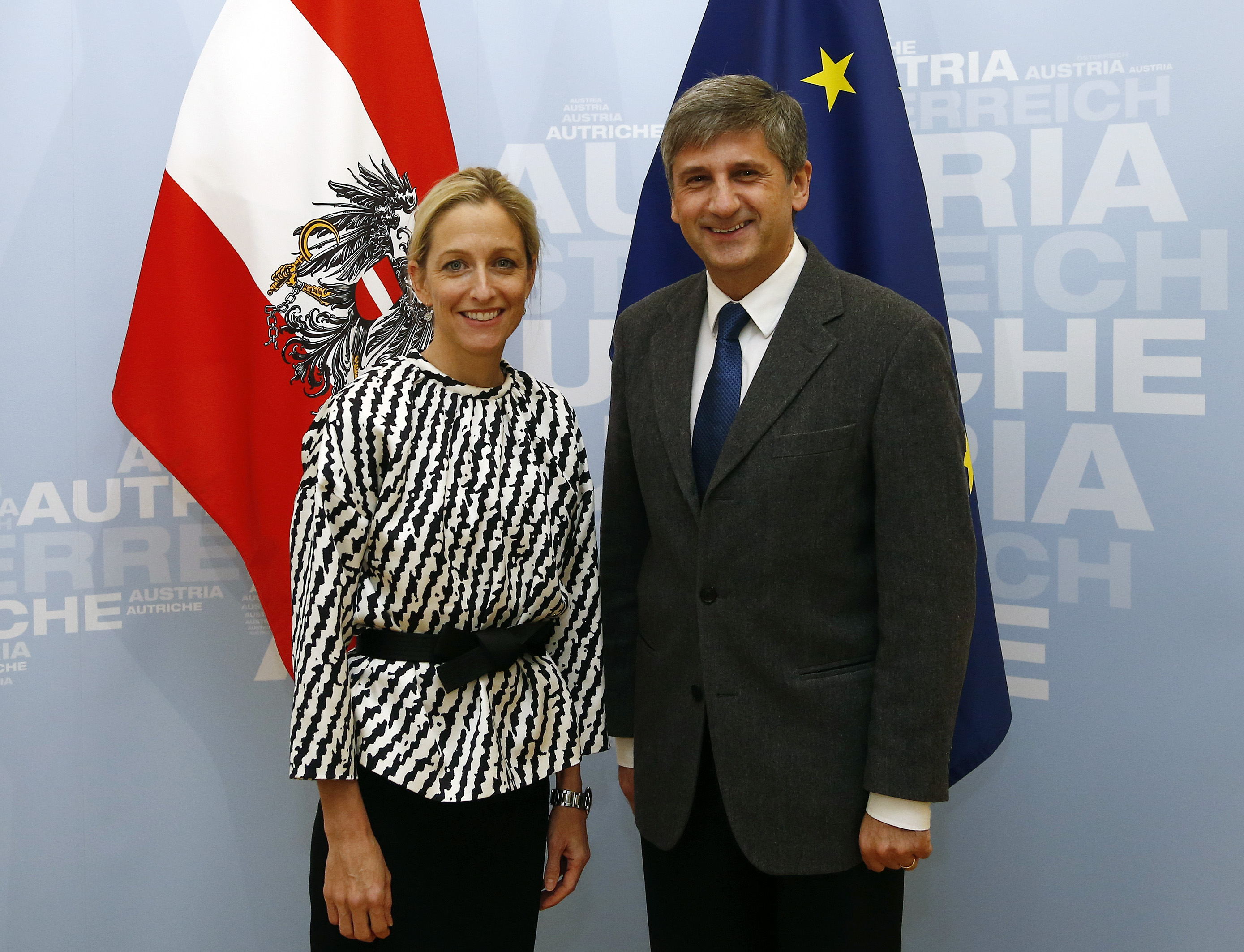
Alexa Wesner beim ersten Treffen mit dem österreichischen Außenminister Michael Spindelegger (2013)

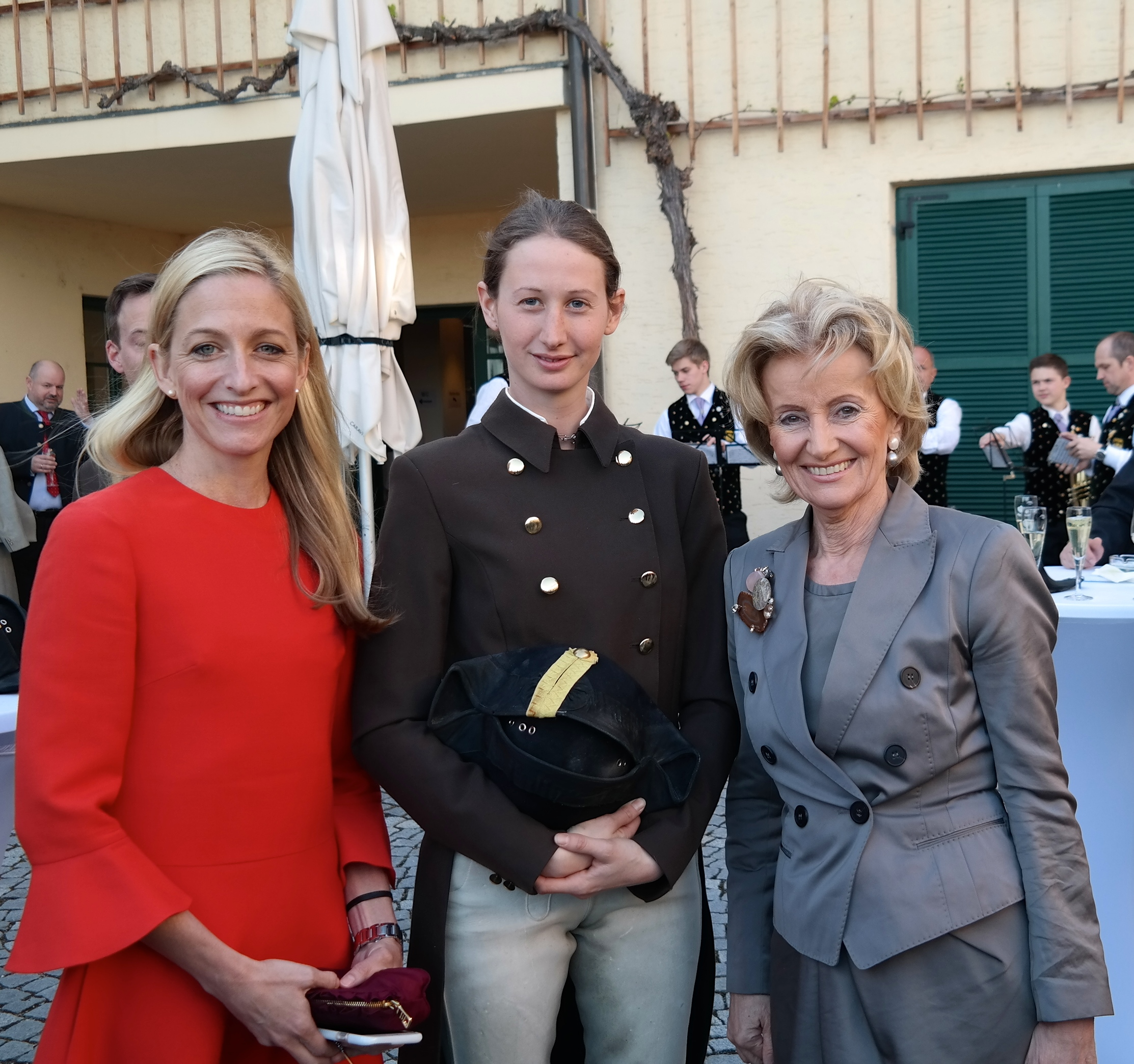
Alexa Wesner mit Elisabeth Gürtler-Mauthner (rechts) im April 2015

Alexa Lange Wesner, geborene Alexa Lange (* 4. Mai 1972 in Washington, D.C.) ist eine US-amerikanische Unternehmerin und Diplomatin. Sie war von 2013 bis 2017 Botschafterin der Vereinigten Staaten in Österreich.

## Leben
Alexa Wesner wurde im Jahr 1972 als Tochter zweier europäischer Einwanderer in Washington, D.C. geboren und wuchs in Reston, Virginia auf. Ihre Mutter stammt aus Deutschland, ihr Vater aus Lettland, weshalb sie auch den Geburtsnamen Alexa Lange trug. Als erstes Familienmitglied besuchte Alexa Lange eine amerikanische Highschool, wo sie als Leichtathletin zur All-American-Sportlerin gewählt wurde und zahlreiche nationale Auszeichnungen gewinnen konnte. Anschließend ging sie an die renommierte Stanford University in Kalifornien, wo sie im Jahr 1994 einen Bachelor-Titel in Biologie erlangte. Während dieser Zeit arbeitete Alexa Lange auch am George Washington Hospital und bei Merrill Lynch, ehe sie nach Stanford zurückkehrte, um zu graduieren.
Fünf Tage nach ihrem Studienabschluss zog Alexa Wesner in die texanische Hauptstadt Austin, um beim Technologie-Startup Trilogy zunächst als Leiterin der Personalbeschaffung und später als Leiterin der Marketingabteilung zu arbeiten. Im Jahr 1997 gründete sie schließlich ihr eigenes Unternehmen mit dem Namen HireTECH, das sich auf Personalbeschaffung und Consulting für High-Tech-Unternehmen wie Trilogy spezialisierte. Drei Jahre später, im Jahr 2000, gründete sie auch ein webbasiertes Personalbeschaffungsunternehmen unter der Bezeichnung Recruiting Labs.

## Politische Karriere
Nachdem sie beruflich erfolgreich war, begann sich Alexa Wesner in zunehmendem Maße für die Politik zu engagieren. Als Anhängerin der Demokratischen Partei spendete sie etwa 300.000 US-Dollar an demokratische Einrichtungen, davon alleine etwa 148.000 US-Dollar an das Democratic National Committee. Weiters zählte sie zu den frühesten Unterstützern des späteren Präsidenten Barack Obama in Texas. Sie spendete selbst 9.600 Dollar für Obamas Präsidentschaftswahlkämpfe 2008 und 2012 und fungierte als campaign bundler (Bündler von Spendensammlungen), wodurch sie jeweils mehr als 500.000 Dollar für jeden der beiden Wahlkämpfe beisteuern konnte. Im Jahr 2008 gründete sie zudem ein Political Action Committee mit dem Namen Blue Texas (eine Anspielung auf die Parteifarbe der Demokraten), das fast eine Million Dollar für Kampagnen in diesem Jahr ausgab.
Nach der Wahl Obamas zum Präsidenten der Vereinigten Staaten berief sie dieser im Jahr 2009 ins President’s Committee on the Arts and Humanities, ein beratendes Gremium des US-Präsidenten. Weiters war sie ehrenamtlich im Vorstand zahlreicher gemeinnütziger Organisationen tätig.
Mit Schreiben vom 27. Juni 2013 nominierte Präsident Obama Alexa Wesner als Botschafterin der Vereinigten Staaten in Österreich. Sie wurde nach einer Anhörung durch den Senat der Vereinigten Staaten von diesem bestätigt und am 6. September 2013 als Botschafterin angelobt. Am 12. September 2013 kam sie erstmals an ihrem neuen Arbeitsplatz in der Botschaft der Vereinigten Staaten in Wien an und überreichte dem österreichischen Bundespräsidenten Heinz Fischer am 22. Oktober 2013 ihr offizielles Beglaubigungsschreiben, wodurch sie als Botschafterin in Österreich akkreditiert wurde. 
Fast dreieinhalb Jahre später, am 20. Jänner 2017, schied Wesner mit dem Ende der Amtszeit von US-Präsident Obama aus dem Amt als Botschafterin in Österreich aus und kehrte in die Vereinigten Staaten zurück. Kurz vor ihrem Abschied überreichte ihr am 13. Jänner 2017 Michael Linhart, der damalige Generalsekretär des österreichischen Außenministeriums, mit dem Großen Goldenen Ehrenzeichen am Bande für Verdienste um die Republik Österreich die zweithöchste zivile Auszeichnung der Republik Österreich. Im Mai 2019 trat Alexa Wesner in den Verwaltungsrat der gemeinnützigen Nuclear Threat Initiative, einer amerikanischen Organisation, die sich dem Schutz vor Attacken mit Massenvernichtungswaffen widmet, ein.

## Privatleben
Alexa Wesner ist mit dem Investmentbanker Blaine Wesner verheiratet und hat mit diesem gemeinsam drei Kinder. Die Familie wohnt in Denver, Colorado.